# Milan Muška
Milan Muška (* 6. března 1953) je slovenský politik, dlouholetý starosta Vranova nad Topľou a vedoucí pracovník Združenie miest a obcí Slovenska, po sametové revoluci československý poslanec Sněmovny národů Federálního shromáždění za Komunistickou stranu Slovenska, později za Stranu demokratické levice.

## Biografie
Absolvoval humanitní směr na SVŠ Vranov nad Topľou, pak vystudoval Strojnicko-elektrotechnickou fakultu Vysoké školy dopravní v Žilině (obor strojírenská technologie, specializace dopravní stroje a manipulační zařízení). Od svých 25 let pracoval v místní samosprávě. Stal se výrobně technickým náměstkem Okresního podniku komunálních služeb ve Vranově nad Topľou, po pěti letech se zde stal ředitelem. V letech 1984-1990 zastával post předsedy Městského národního výboru ve Vranově nad Topľou.
Ve volbách roku 1990 byl zvolen do slovenské části Sněmovny národů (volební obvod Východoslovenský kraj) za KSS, která v té době byla ještě slovenskou územní organizací celostátní Komunistické strany Československa (KSČS). Postupně se ale osamostatňovala a na rozdíl od sesterské strany v českých zemích se transformovala do postkomunistické Strany demokratické levice. Muška proto přešel do klubu SDĽ. Ve Federálním shromáždění setrval do voleb roku 1992. V parlamentu působil ve výboru pro životní prostředí, zasazoval se o dokončení vodního díla Gabčíkovo. Zakládal Svaz měst a obcí ČSFR a stal se jeho místopředsedou. V roce 1990 byl také spoluzakladatelem a místopředsedou Združenie miest a obcí Slovenska.
Po odchodu z parlamentu pracoval po dva roky jako vedoucí obchodní divize soukromé firmy, po dvě volební období byl za SDĽ v letech 1994-2002 primátorem (starostou) Vraného nad Topľou. Zároveň v Združenie miest a obcí Slovenska předsedal regionálnímu sdružení a angažoval se ve sportovním a turistickém ruchu (prezident Asociace tělovýchovných jednot a klubů Slovenské republiky). Po dobu dvou let rovněž vyučoval externě veřejnou správu na katedře politologie Prešovské univerzity v Prešově.
Od roku 2003 zastával post ústředního ředitele kanceláře ženie miest a obcí Slovenska a od roku 2006 výkonného místopředsedy vykonávajícího i kompetence ústředního ředitele. V rámci tripartity jedná za toto sdružení s vládou ohledně chystaných zákonů.